# Guntram Lins

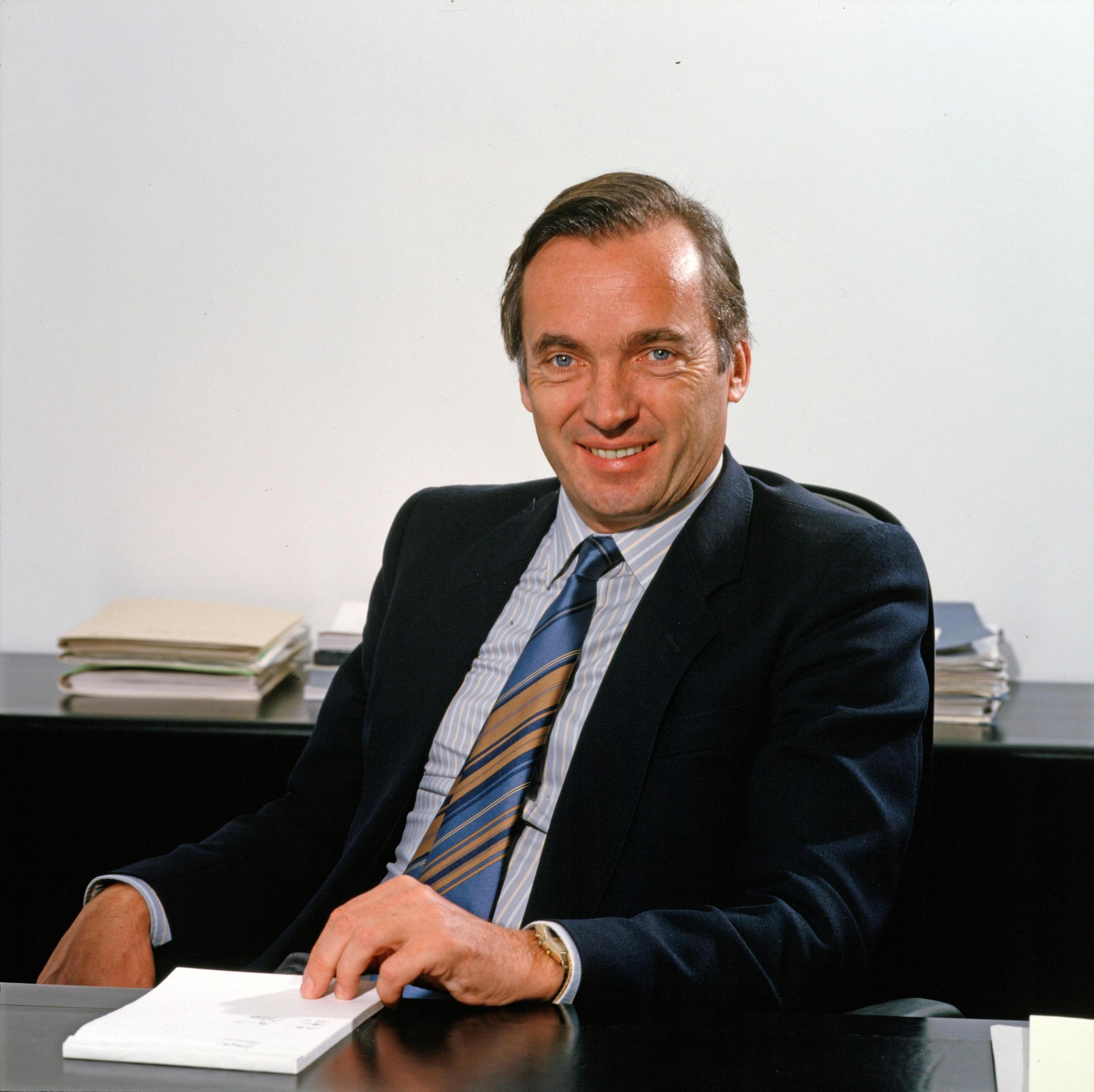
Guntram Lins (1984)

Guntram Lins (* 3. April 1938 in Satteins; † 8. September 2020) war ein österreichischer Rechtsanwalt und Politiker (ÖVP). Lins war von 1984 bis 1994 als Landesrat Mitglied der Vorarlberger Landesregierung.

## Leben
Guntram Lins wurde am 3. April 1938 in Satteins geboren und maturierte 1956 am Gymnasium Stella Matutina in Feldkirch. Nach dem Rechtswissenschafts-Studium an der Universität Innsbruck war Lins Rechtsanwalt in Bludenz und von 1980 bis 2004 Mitglied des Ausschusses der Vorarlberger Rechtsanwaltskammer. Zwischen 1984 und 1994 war er Finanz- und Kulturreferent der Vorarlberger Landesregierung. Anschließend kehrte er in seine Bludenzer Rechtsanwaltskanzlei zurück.
Guntram Lins war während seiner Amtszeit als Landesrat in der Vorarlberger Landesregierung zunächst für die Ressorts Finanzen, Hochbau und Legistik verantwortlich. 1987 wurde ihm zusätzlich das Kulturressort anvertraut, dessen offene und liberale Leitung durch Lins nicht nur seinen Nachfolgern, sondern auch den Vorarlberger Grünen und der SPÖ Vorarlberg als Oppositionsparteien im Vorarlberger Landtag als Maßstab und Vorbild galt.
Mediales Aufsehen erregte der langjährige, zwei Mal verheiratete, einmal geschiedene ÖVP-Politiker zuletzt durch seine wiederholte Forderung, Cannabis zu legalisieren.
Im Herbst 2005 wurde Guntram Lins mit dem Großen Goldenen Ehrenzeichen für Verdienste um die Republik Österreich ausgezeichnet: „Bundeskanzler Schüssel lobte Lins als ein Vorbild in vielen Beziehungen. Als Finanzlandesrat sei es ihm gelungen, über zehn Jahre hinweg ein ausgeglichenes Budget zustande zu bringen. Als Kulturpolitiker habe er wiederum ganz wichtige Impulse für die Entwicklung in Vorarlberg, vor allem für das Kunsthaus Bregenz und die Entwicklung der Bregenzer Festspiele, gesetzt. Anlässlich seiner Laudatio im Bundeskanzleramt betonte Schüssel aber auch die erfrischende Intellektualität des Geehrten.“
Guntram Lins nahm später Funktionen in Aufsichtsräten (z. B.: Aufsichtsratsvorsitzender der Bundestheater Holding, Aufsichtsrat der „Pflegemanagement GmbH ‚Benevit’“) sowie kulturell bzw. sozial engagierten Vereinen („Philosophicum Lech“, „Aktion Mitarbeit“) wahr.
Lins starb am 8. September 2020 im Alter von 82 Jahren. Seit Studientagen war er Mitglied der AV Raeto-Bavaria Innsbruck, einer katholischen Studentenverbindung des Österreichischen Cartellverbands. 